# 日本組織内司法書士協会
日本組織内司法書士協会（にほんそしきないしほうしょしきょうかい）は、企業や官庁等の組織に所属する司法書士有資格者の団体。
「組織内司法書士」を制度として確立することを目的に、組織に属する司法書士またはその有資格者の研究・提言・調査・意見表明、司法書士制度及び組織内司法書士の認知活動を行っているほか、組織で働く司法書士有資格者の繋がりを作る例会・実務会のほか、執筆・出版活動を行っている。

## 概要
- 名称：日本組織内司法書士協会
- 事務所：東京都中央区日本橋2‐1‐17 丹生ビル2階
- 会員数
  - 正会員　80名
  - 賛助会員　22名
  - 準員　10名（2019年７月27日時点）
- 設立：2013年8月24日

## 活動内容
- 組織内司法書士に関する研究、調査、提言活動
- 司法書士および組織内司法書士の認知活動
- 会員間の親睦および情報交換活動